# Dentalina
Dentalina is een geslacht van benthische foraminiferen van de onderfamilie Nodosariinae, de familie Nodosariidae, de superfamilie Nodosarioidea, de onderorde Lagenina en de orde Lagenida. De typesoort is Nodosaria cuvieri. Het chronostratigrafische bereik varieert van het Onder-Krijt tot het heden.

## Soorten
- Dentalina abyssallica
- Dentalina aciculata
- Dentalina aculeata
- Dentalina acuticauda
- Dentalina albatrossi
- Dentalina basiplanata
- Dentalina catenulata
- Dentalina cooperensis
- Dentalina cuvieri
- Dentalina decepta
- Dentalina frobisherensis
- Dentalina halkyardi
- Dentalina hancocki
- Dentalina ittai
- Dentalina legumen
- Dentalina leguminiformis
- Dentalina melvillensis
- Dentalina mucronata
- Dentalina mutabilis
- Dentalina mutsui
- Dentalina obliquecostata
- Dentalina pauperata
- Dentalina ruidarostrata
- Dentalina semiinornata
- Dentalina solvata
- Dentalina subarcuata
- Dentalina subcostata
- Dentalina tauricornis
- Dentalina throndheimensis
- Dentalina vertebralis